# 高葶紫晶报春
高葶紫晶报春（学名：Primula kingii）为报春花科报春花属下的一个种。

## 扩展阅读
- 維基物種上的相關：高葶紫晶报春